# Бядоліни-Шляхецькі
Бядоліни-Шляхецькі (пол. Biadoliny Szlacheckie) — село в Польщі, у гміні Дембно Бжеського повіту Малопольського воєводства.
Населення — 920 осіб (2011).
У 1975-1998 роках село належало до Тарновського воєводства.

## Демографія
Демографічна структура станом на 31 березня 2011 року:
|          | Загалом | Допрацездатний вік | Працездатний вік | Постпрацездатний вік |
| -------- | ------- | ------------------ | ---------------- | -------------------- |
| Чоловіки | 455     | 111                | 310              | 34                   |
| Жінки    | 465     | 109                | 280              | 76                   |
| Разом    | 920     | 220                | 590              | 110                  |